# 2003 par pays en Amérique

## Argentine
- 25 mai : Néstor Kirchner prête serment et devient président de la Nation argentine.